# Raymond Neal Clemence
Raymond Neal Clemence, més conegut com a RayClemence, MBE, (Skegness, 5 d'agost de 1948 - 15 de novembre de 2020) fou un futbolista anglès actiu entre els anys 1970 i 1980.

## Trajectòria
Clemence començà a jugar al modest Scunthorpe United a mitjans dels anys 1960, però ben aviat, el 24 de juny de 1967, fou contractat pel Liverpool FC de Bill Shankly per £18.000 lliures. Al club d'Anfield va viure molt bons anys.
L'any 1973 guanyà la lliga i la Copa de la UEFA. En aquesta darrera competició parà un penal a la final que l'enfrontava amb el Borussia Mönchengladbach. L'any següent guanyà la FA Cup al Newcastle United. Per aquestes dates ja era un habitual amb la selecció anglesa, amb la qual havia debutat el 15 de novembre de 1972 en una victòria per 1 a 0 enfront Gal·les. Durant aquests anys visqué una forta rivalitat a la porteria de la selecció amb un altre gran porter del moment, Peter Shilton.
La temporada 1975-76 es repetí títols de lliga i Copa de la UEFA. La temporada següent encara va ser millor. Es repetí títol de lliga i es guanyà la Copa d'Europa per primer cop en vèncer el Borussia Mönchengladbach per 3 a 1. En canvi es va perdre la final de la FA Cup a Wembley davant el Manchester United FC, restant a un pas d'aconseguir el triplet.
Els reds repetiren Copa d'Europa el 1978 en derrotar per 1 a 0 el Club Brugge a Wembley, però van perdre la lliga a mans del Nottingham Forest. Les temporades 1979 i 1980 es tornà a guanyar la lliga anglesa. La primera d'elles, Clemence assolí la brillant marca de 16 gols encaixats en 42 partits de lliga (i només 4 gols a Anfield). L'any 1981 es guanyà la Copa de la Lliga i, de nou, la Copa d'Europa, aquest cop vencent el Reial Madrid per 1 a 0 al Parc des Princes el dia 27 de maig, essent el darrer partit de Clemence al club, qui fou substituït per Bruce Grobbelaar. Havia disputat més de 650 partits amb el club.
Clemence fitxà pel Tottenham Hotspur amb un traspàs de £300.000 lliures. El 1982 ambdós clubs es trobaren a la final de la Copa de la Lliga, amb victòria del Liverpool per 3 a 1. El Tottenham, però, guanyà la Copa anglesa en vèncer el QPR 1-0 després d'un empata a 1. També guanyà la Copa de la UEFA de 1984 però Clemence no hi prengué part per una lesió.
Pel que fa a la selecció, Anglaterra no es classificà pels Mundials de 1974 i 1978, però sí que ho feu per a l'Eurocopa de 1980 i el Mundial de 1982, amb Clemence a l'equip. Una lesió forçà la seva retirada de la selecció poc després, el 1984, amb un total de 61 internacionalitats. L'any 1988 abandonà definitivament el futbol pels seus problemes al genoll esquerre.
Un cop retirat ingressà al cos tècnic dels Spurs, on arribà a entrenar al primer equip. També fou entrenador del modest Barnet.
El 1998 fou escollit per la Football League a la llista de les 100 llegendes del futbol anglès.
L'històric porter del Liverpool i la selecció anglesa va morir als 72 anys després de quinze combatent un càncer de pròstata que li va ser diagnosticat el 2005.

## Palmarès
Liverpool FC
- Lliga anglesa de futbol: 
  - 1973, 1976, 1977, 1979, 1980
- Copa anglesa de futbol: 
  - 1974
- Copa de la Lliga anglesa de futbol: 
  - 1981
- Charity Shield: 
  - 1974, 1976, 1977 (compartida), 1979, 1980
- Copa d'Europa de futbol: 
  - 1977, 1978, 1981
- Copa de la UEFA: 
  - 1973, 1976
- Supercopa d'Europa de futbol: 
  - 1977

Tottenham Hotspur
- Copa anglesa de futbol: 
  - 1982
- Copa de la UEFA: 
  - 1984
- Charity Shield: 
  - 1981 (compartida)